# Tikamgarh
Tikamgarh ist eine Stadt im indischen Bundesstaat Madhya Pradesh. Die Stadt liegt im Norden des Bundesstaates und ist Teil der Region Bundelkhand.
Die Stadt ist das Verwaltungszentrum des gleichnamigen Distrikt Tikamgarh. Tikamgarh hat den Status einer Municipal Council. Die Stadt ist in 27 Wards gegliedert.

## Geschichte
Tikamgarh, früher Tehri genannt, war Teil des Königreichs Orchha, das im 16. Jahrhundert von Rudra Pratap Singh, einem Bundela, gegründet wurde, der der erste König von Orchha wurde. 1783 wurde die Hauptstadt des Staates nach Tehri verlegt, etwa 64 km südlich von Orchha, wo sich das Fort von Tikamgarh befand. Die Stadt erhielt schließlich den Namen des Forts.

## Demografie
Die Einwohnerzahl der Stadt liegt laut der Volkszählung von 2011 bei 79.106. Tikamgarh hat ein Geschlechterverhältnis von 911 Frauen pro 1000 Männer und damit einen für Indien üblichen Männerüberschuss. Die Alphabetisierungsrate lag bei 85,0 % im Jahr 2011 und damit über dem regionalen und nationalen Durchschnitt. Knapp 70 % der Bevölkerung sind Hindus, ca. 21 % sind Muslime und ca. 9 % sind Jainas. 11,9 % der Bevölkerung sind Kinder unter 6 Jahren.

## Infrastruktur
Seit 2012 verfügt die Stadt über eine eigene Eisenbahnverbindung.